# Niger (federální stát)
Niger je federální stát v Nigérii, jeden z jejích největších států. Jeho hlavním městem je Minna. Další velká města jsou Bida, Kontagora a Suleja. Vznikl v roce 1976 rozdělením státu North-West na Niger a Sokoto. Stát je pojmenovaný podle řeky Niger. 

## Administrativní dělení
Stát Kogi se dělí do 25 administrativních oblastí:
- Agaie
- Agwara
- Bida
- Borgu
- Bosso
- Chanchaga
- Edati
- Gbako
- Gurara
- Katcha
- Kontagora
- Lapai
- Lavun
- Magama
- Mariga
- Mashegu
- Mokwa
- Munya
- Paikoro
- Rafi
- Rijau
- Shiroro
- Suleja
- Tafa
- Wushishi

## Sousedící státy
Sousedí se státy Kogi, Kwara, Federal Capital Territory,  Kaduna, Zamfara a Kebbi.